# FightAIDS@Home
FightAIDS@Home (in italiano Combatti l'AIDS da casa) è un progetto di calcolo distribuito (distributed computing) messo a punto dall'Olson Laboratory dello Scripps Research Institute. Il progetto, servendosi della potenza di calcolo fornita da utenti connessi a Internet, ha lo scopo di usare tecniche di simulazione tramite software biomedico per cercare i modi per curare o prevenire la diffusione dell'AIDS e del virus HIV.

## Metodi e obiettivi
L'obiettivo del laboratorio Olson è la proteasi del virus HIV: gli inibitori della proteasi, infatti, impediscono la maturazione del virus e, in questo modo, impediscono l'insorgenza dell'AIDS e prolungando la vita delle persone già sieropositive. Il laboratorio Olson usa metodi computazionali per identificare potenziali nuovi farmaci che hanno la struttura e le caratteristiche chimiche per arrestare la proteasi dell'HIV. Questo metodo di ricerca, denominato Structure-Based Drug Design (progettazione di farmaci basata sulla struttura), ha già avuto un effetto positivo sulla vita delle persone che vivono con l'AIDS.
FightAIDS@Home usa il software AutoDock, che sperimenta quanto bene, particolari molecole, si leghino alla proteasi HIV-1.

## Funzionamento
In origine il progetto fu implementato usando un software infrastruttura di distributed computing dell'azienda Entropia, ma da maggio 2003 non è più associato con Entropia.
Il 15 novembre 2005, grazie a IBM, FightAIDS@Home si è unito nel progetto del World Community Grid. Grazie a questa unione, la potenza di calcolo è aumentata notevolmente.
Dal marzo 2006 è disponibile una versione per i sistemi Microsoft Windows e GNU/Linux.
Il funzionamento di FightAIDS@Home, al pari dia altre simili iniziative, si basa su volontari che donano tempo macchina del proprio personal computer incrementando la potenza di calcolo del progetto e accelerando il raggiungimento di risultati. La partecipazione avviene tramite l'installazione della piattaforma BOINC da collegare a https://www.worldcommunitygrid.org/. Il software BOINC è sicuro e produce un effetto minimo sulle prestazioni del PC in cui è installato: infatti, il processo di calcolo funziona con la minima priorità, in modo da passare in secondo piano rispetto agli altri processi. Inoltre, può essere impostato per sfruttare il tempo macchina del computer anche solo in periodi di inattività.

## Risultati
Il 3 febbraio 2010, il progetto ha annunciato di aver trovato due nuovi composti che agiscono su siti di legame per un enzima usato dal virus HIV. La scoperta getta la base per lo sviluppo di una nuova classe di farmaci che possono migliorare le terapie attuali, trattare specie del virus resistenti ai farmaci attuali, e ritardare lo sviluppo della resistenza ai farmaci nel virus.